# 1950 en Ontario
Chronologie de l'Ontario
- 1946
- 1947
- 1948
- 1949
- 1950
- 1951
- 1952
- 1953
- 1954

Cette page concerne des événements d'actualité qui se sont produits durant l'année 1950 dans la province canadienne de l'Ontario.

## Politique
- Premier ministre : Leslie Frost (Parti progressiste-conservateur)
- Chef de l'Opposition: Ted Jolliffe (Parti social démocratique (en))
- Lieutenant-gouverneur: Ray Lawson (en)
- Législature: 23e (en)

## Événements
- Fondation du club de football des Tiger-Cats de Hamilton.

## Naissances
- 12 juin : David Onley, lieutenant-gouverneur de l'Ontario.

## Décès
- 7 avril : Walter Huston, acteur (° 5 avril 1884).
- 22 juillet : William Lyon Mackenzie King, 10e premier ministre du Canada (1921-1926, 1926-1930, 1935-1948) (° 17 décembre 1874).
- 1er août : Humphrey Mitchell, député fédéral de Welland (1942-1950) (° 9 septembre 1894).
- 11 novembre : John Knox Blair (en), député fédéral de Wellington-Nord (1930-1945) (° 19 septembre 1875).